# Sciorista assignatalis
Sciorista assignatalis is een vlinder uit de familie van de grasmotten (Crambidae). De wetenschappelijke naam van de soort is voor het eerst gepubliceerd in 1930 door Joseph de Joannis.
De soort komt voor in Indonesië (Java).